# Wai o Taiki Bay
Wai o Taiki Bay est une banlieue de la cité d’ Auckland, située dans l’île du Nord de la Nouvelle-Zélande.

## Gouvernance
La banlieue était autrefois sous la gouvernance du conseil de la cité d’Auckland (en) à partir de 1989, jusqu’à la fusion dans le Conseil d'Auckland de tous les conseils locaux au sein de la super cité en 2010.
Elle est actuellement sous la gouvernance du Conseil d'Auckland.

## Histoire
Son nom est basé sur le nom original du fleuve Tamaki, qui était « Te Wai o Taiki » signifiquant "l’eau de Taiki".
Le nom de Taiki est un raccourci  de « Taikehu », le nom d’un ancêtre des  Ngāi Tai (en) .
La banlieue contient un mélange de logement public (en) et de maisons conçues par des architectes et construites par des développeurs  , .

### Tahuna Torea
Tahuna Torea est une réserve unique de 25 hectares de vie sauvage formée par un lagon contenant une mangrove et une vasière s’étendant le long de barres de sable, se prolongeant dans l’estuaire du fleuve Tamaki.
C’est un site riche de l’histoire des Māori  ainsi que le domicile d’oiseaux natifs et d’une importante végétation : Tahuna Torea, signifiant ‘la place d’accueil des mangeurs d’huîtres'.
Il y a  trois chemins principaux, passant autour de la réserve, dont le parcours prend environ 1,5 heure, mais vous pouvez apprécier de faire une marche autour du bush ou du lagon pour un peu moins de 40 minutes.

### Réserve Naturelle de Wai-O-Taiki
La Wai-O-Taiki Nature Reserve  est une réserve constituée de bush, qui s’étend le long de l’estuaire du fleuve Tamaki, avec un chemin la reliant à l’autre réserve plus étendue de Tahuna Torea reserve.
Établie dans une zone herbeuse en dehors de Fernwood Place, vous pouvez y trouver une série de nouveaux terrains de sport, qui conviennent à une grande variété d’âge.
Les terrains de jeux sont entièrement clôs et présentent une surface sûre pour l’exercice physique.